# NGC 200
NGC 200 ist eine Balken-Spiralgalaxie vom Hubble-Typ SBbc im Sternbild Fische auf der Ekliptik. Sie ist schätzungsweise 234 Millionen Lichtjahre von der Milchstraße entfernt und hat einen Durchmesser von etwa 115.000 Lichtjahren. Gemeinsam mit drei weiteren Galaxien bildet sie die NGC 198-Gruppe (LGG 9).

Im selben Himmelsareal befinden sich die Galaxien NGC 194, NGC 198, NGC 199, NGC 208.
Das Objekt wurde am 25. Dezember 1790 von dem deutsch-britischen Astronomen Friedrich Wilhelm Herschel entdeckt.